# 雄踏町
雄踏町（ゆうとうちょう）は、かつて静岡県浜名郡にあった町。現在は浜松市中央区の一部となっている。

## 地理
静岡県の遠州西部に位置する。近隣の舞阪町や新居町と共に浜名郡を構成していた。
町名は『和名抄』に「雄踏郷」として現れるなど古来からの地名。1889年（明治22年）の雄踏村成立に当たり、従来「おふみ」と訓読みしていたのを音読みの「ゆうとう」に改めた。

### 隣接していた自治体
雄踏町が浜松市に編入されるまで隣接していた自治体
- 浜松市
- 浜名郡：舞阪町

## 歴史
- 1889年（明治22年） - 町村制施行により浜名郡宇布見村と山崎村が合併して雄踏村が発足。
- 1925年（大正14年）2月11日 - 雄踏村が町制を施行して雄踏町が発足。
- 2005年（平成17年）7月1日 - 周辺10市町村とともに浜松市に編入される。自治体としての雄踏町は廃止された。

## 行政
2005年（平成17年）7月1日に雄踏町が浜松市に編入され、地方自治法第202条の4に基づく雄踏地域自治区が設置された。2007年（平成19年）4月1日に浜松市が政令指定都市へ移行したことに伴い、西区の一部となった。2012年（平成24年）3月31日、雄踏地域自治区は廃止された。また、2024年（令和6年）1月1日には浜松市の行政区再編に伴い、西区から浜松市中央区へ行政区が再編された。
2005年（平成17年）7月1日に浜松市に編入されると、雄踏町役場庁舎は雄踏総合事務所となった。2007年（平成19年）4月1日に浜松市が政令指定都市に移行すると、2010年（平成22年）1月には浜松市外国人学習支援センターとなった。
友好都市
- エアドリィ市（カナダ・アルバータ州）

## 教育

### 保育園・幼稚園
- 浜松市立雄踏保育園
- 浜松市立雄踏幼稚園

### 小学校
- 浜松市立雄踏小学校

### 中学校
- 浜松市立雄踏中学校

## 交通
雄踏町域に鉄道は通っていなかった。最寄駅はJR東海道本線の舞阪駅である（県道49号でアクセスする）。

### 路線バス
- 遠州鉄道（遠鉄バス）　山崎に遠州鉄道雄踏営業所がある。
  - [20]志都呂宇布見線（浜松駅-入野-宇布見-山崎）（浜松駅 - 入野 - イオン志都呂 - 舞阪駅）
  - [37]大久保線（浜松駅-市役所 - 神ヶ谷 - 田端住宅 - 山崎）
  - 山崎へは、[8-33]伊佐見線、[36]大塚ひとみヶ丘線も利用可。（宇布見地内は通らない）

### 道路
一般国道
なし
主要地方道
- 静岡県道49号細江舞阪線
- 静岡県道62号浜松雄踏線
- 静岡県道65号浜松環状線

一般県道
- 静岡県道325号宇布見浜松線

## 娯楽
- 西遠劇場 - 劇場・映画館（1926年〜1960年代）[5]。

## 名所・旧跡
- 白山神社 - 白山神社古墳がある。
- 金山神社
- 中村家住宅 - 国の重要文化財。徳川家康の次男である結城秀康の胞衣を埋めた結城秀康胞衣塚がある[6]。
- 山宮神公園 - 山崎プールの観覧席の一部が残る。古橋廣之進の顕彰碑がある。

## 出身有名人
- 結城秀康 - 安土桃山時代から江戸時代初期にかけての武将。福井藩初代藩主。越前松平家の祖。
- 古橋廣之進[7][8] - 競泳選手。男子400m・800m・1500m自由形元世界記録保持者。日本水泳連盟名誉会長。
- 漢人陽子[7] - 競泳選手。バルセロナオリンピック出場。
- 袴田巌[9] - プロボクサー。WBC世界フェザー級名誉チャンピオン。
- 澤井信一郎[10] - 映画監督。
- 西條キロク[11] - 作曲家。
- 大澄賢也 - 俳優、ダンサー。